# Niels Anders Thorn
Niels Anders Thorn (* 16. Juni 1956 in Gladsaxe) ist ein dänischer Schauspieler.

## Leben
Niels Anders Thorn wuchs als Sohn des Bauingenieurs Arne Christian Thorn und der Laborantin Grete Jørgensen in Gladsaxe auf.
Er absolvierte seine Schauspielausbildung von 1976 bis 1980 an der Schauspielschule des Aarhus Teater, wo er auch sein Bühnendebüt als Darsteller hatte und dort anschließend bis zum Jahr 1987 als festes Ensemblemitglied engagiert war. Als Bühnendarsteller wirkte er in zahlreichen Theaterstücken, Musicals und in Kabarett-Programmen mit. Einige Theatertourneen führten ihn auch nach Schweden und in die USA. Seit 1987 hat er als Schauspieler vor der Kamera in bislang mehr als 70 Film-und-Fernsehproduktionen mitgewirkt. Thorn führte bei zwei Spielfilmen die Regie und ist auch als Drehbuchautor für Fernsehserien tätig. Er ist zudem als Synchronsprecher für Zeichentrickfilme aktiv.

## Filmografie (Auswahl)
- 1987: Bertel
- 1990: Casanova
- 1994: Nightwatch – Nachtwache
- 1996: Ein Tag im Mai
- 1997: Die unschlagbaren Andersens
- 1998: Wenn Mama nach Hause kommt
- 2000: Blinkende Lichter
- 2004: Der Adler – Die Spur des Verbrechens (Fernsehserie, 2 Folgen)
- 2006: Nach der Hochzeit
- 2007: Bedingungslos
- 2009: Kommissarin Lund – Das Verbrechen (Fernsehserie, 1 Folge)
- 2010: Protectors – Auf Leben und Tod (Fernsehserie, 3 Folgen)
- 2013: Die Brücke – Transit in den Tod (Fernsehserie, 1 Folge)
- 2016: In anderen Welten (Fernsehserie, 7 Folgen)
- 2023: The Angel Maker